# Galianoella leucostigma
Genre
Espèce
Synonymes
- Azilia leucostigma Mello-Leitão, 1941

Galianoella leucostigma, unique représentant du genre Galianoella, est une espèce d'araignées aranéomorphes de la famille des Gallieniellidae.

## Distribution
Cette espèce est endémique d'Argentine. Elle se rencontre dans les provinces de Salta et de Tucumán.

## Description
Le mâle décrit par Goloboff en 2000 mesure 5,31 mm et la femelle 5,91 mm.

## Étymologie
Ce genre est nommé en l'honneur de María Elena Galiano.

## Publications originales
- Mello-Leitão, 1941 : Las arañas de Córdoba, La Rioja, Catamarca, Tucumán, Salta y Jujuy colectadas por los Profesores Birabén. Revista del Museo de La Plata (N.S., Zoología), vol. 2, p. 99-198.
- Goloboff, 2000 : The family Gallieniellidae (Araneae, Gnaphosoidea) in the Americas. Journal of Arachnology, vol. 28, p. 1-6 (texte intégral).